# Episodi de Il mondo segreto di Alex Mack (terza stagione)
La terza stagione della serie televisiva Il mondo segreto di Alex Mack è stata trasmessa in anteprima negli Stati Uniti d'America dalla Nickelodeon tra il 5 ottobre 1996 e il 4 marzo 1997.
| nº | Titolo originale        | Titolo italiano | Prima TV USA     | Prima TV Italia |
| -- | ----------------------- | --------------- | ---------------- | --------------- |
| 1  | The Other Side (Part 1) |                 | 5 ottobre 1996   |                 |
| 2  | The Other Side (Part 2) |                 | 8 ottobre 1996   |                 |
| 3  | Working                 |                 | 10 ottobre 1996  |                 |
| 4  | Operation: Breakout     |                 | 15 ottobre 1996  |                 |
| 5  | The Neighbor            |                 | 17 ottobre 1996  |                 |
| 6  | Images                  |                 | 22 ottobre 1996  |                 |
| 7  | Big Ray                 |                 | 24 ottobre 1996  |                 |
| 8  | New World Order         |                 | 29 ottobre 1996  |                 |
| 9  | Bubbling Over           |                 | 29 ottobre 1996  |                 |
| 10 | Muckracker              |                 | 7 novembre 1996  |                 |
| 11 | Bad Girl                |                 | 12 novembre 1996 |                 |
| 12 | The Understudy          |                 | 14 novembre 1996 |                 |
| 13 | Mystery Man             |                 | 19 novembre 1996 |                 |
| 14 | Chemistry               |                 | 21 novembre 1996 |                 |
| 15 | A Room of Her Own       |                 | 26 novembre 1996 |                 |
| 16 | Spivey                  |                 | 28 novembre 1996 |                 |
| 17 | Woman of the Year       |                 | 5 dicembre 1996  |                 |
| 18 | Twelve and a Half       |                 | 10 dicembre 1996 |                 |
| 19 | The Test                |                 | 26 dicembre 1996 |                 |
| 20 | The Creeper             |                 | 2 gennaio 1997   |                 |
| 21 | Triangle                |                 | 18 febbraio 1997 |                 |
| 22 | Friends Like That       |                 | 20 febbraio 1997 |                 |
| 23 | BMX                     |                 | 25 febbraio 1997 |                 |
| 24 | Nightmare in Paradise   |                 | 27 febbraio 1997 |                 |
| 25 | Cheers                  |                 | 4 marzo 1997     |                 |